# Daria Eva Bijak
Daria Eva Bijak (* 12. November 1985 in Racibórz) ist eine deutsche Kunstturnerin.
Daria Eva Bijak lebt in Greven, wo sie das Gymnasium Augustinianum besuchte, und studiert mit einem Turnstipendium an der Universität von Utah Filmwissenschaften. Zuvor studierte sie in Deutschland Mathematik, brach das Studium aber ab, um Schauspielerin oder Musicaldarstellerin zu werden. In Utah tritt sie für die Utah Red Rocks an. In ihrer Kindheit und Jugend führte die Familie ein unstetes Leben, in 12 Jahren zog man 20 mal um. Als Turnerin machte Bijak 1998 erstmals von sich reden, als sie vierfache deutsche Juniorenmeisterin wurde, 2000 gewann sie sogar fünf Titel. Bis zu ihrem Wechsel in die USA trat sie für das Turnteam Toyota Köln in der Tunbundesliga an und wurde von Shanna Poljakova trainiert.
Im Seniorenbereich trat Bijak bei den Weltmeisterschaften 2002 in Debrecen, 2003 in Anaheim, 2005 in Melbourne und 2006 in Dänemark an. 2003 wurde sie 20. im Mehrkampf, 2005 Achte. Bei deutschen Meisterschaften gewann sie 2005 und 2006 die Titel im Mehrkampf sowie 2005 die Titel im Sprung und am Boden und 2006 am Barren. 2004 gewann sie schon den Titel mit der Mannschaft.
Die Olympischen Spiele 2004 von Athen verpasste Bijak aufgrund einer 2003 erlittenen Achillessehnenverletzung. Nach ihrem Wechsel in die USA 2006 nahm sie das ganze Jahr 2007 an keinem Wettkampf in oder für Deutschland teil. Deshalb war ihr Start bei den deutschen Meisterschaften 2008 in Chemnitz, die zudem Olympiaqualifikation waren, für viele Beobachter überraschend. Durch gute Leistungen, sie belegte im Mehrkampf Rang vier, konnte sie sich für die Olympischen Spiele 2008 in Peking qualifizieren. Im Mehrkampf-Wettbewerb zeigte sie jedoch eine sehr schwache Leistung. Nach den Olympischen Spielen beendete die 22-Jährige ihre internationale Karriere, da sie gegen die internationale Konkurrenz keine Chance mehr sah. Für ihre Universität trat sie noch zwei weitere Jahre an.